# Українсько-екваторіальногвінейські відносини
Українсько-екваторіальногвінейські відносини — відносини між Україною та Республікою Екваторіальна Гвінея.
Екваторіальна Гвінея визнала незалежність України 17 сiчня 1992 року. Країни встановили дипломатичні відносини 18 травня 1992 року.
Інтереси громадян України в Республіці Екваторіальна Гвінея захищає Посольство України в Іспанії.

## Торгівля
Згідно з даними Державної служби статистики України, обсяг українського експорту товарів до Екваторіальної Гвінеї у 2022 році склав 2,03 млн дол. США, натомість імпорту товарів з Екваторіальної Гвінеї до України у 2022 році не було зафіксовано.
Основними товарними групами українського експорту в Екваторіальну Гвінею були:
- машини, ядерні реактори, котли (1,320 тис. дол. США)
- м'ясо та їстівні м'ясні субпродукти (231,7 тис. дол. США)
- дубильні, фарбувальні екстракти, дубильні речовини, похідні, пігменти (152,6 тис. дол. США)
- напої, спиртні напої та оцет (89,9 тис. дол. США)